# Петер Мадсен (винахідник)
Петер Мадсен (дан. Peter Langkjær Madsen; нар.. 12 січня 1971, Sæbyd, Калуннборг (муніципалітет), Зеландія, Данія) —вбивця,  данський винахідник, підприємець, співзасновник некомерційної організації Copenhagen Suborbitals (яку він залишив у 2014 році), а також засновник і генеральний директор RML Spacelab ApS.
Мадсена заарештували 12 серпня 2017 року за підозрою в причетності до загибелі шведської журналістки Кім Валль; 25 квітня 2018 року засуджений до довічного ув'язнення.

## Біографія
Петер Мадсен народився 1971 року і виріс у селищі Себі у комуні Калуннборг поруч із Копенгагеном. Коли Мадсену було шість років, його батьки розлучилися, і Петер залишився з батьком. Саме батько прищепив Петеру любов до ракет. Мадсен навчався у кількох університетах, але жоден не закінчив. Він зайнявся будівництвом підводних човнів і ракет, ця робота була його головною пристрастю.

### Проєкти

#### Підводні човни
Мадсен побудував три підводні човни: UC1 Freya, UC2 Kraka та UC3 Nautilus . Остання з них — надмалий підводний човен, запущений 3 травня 2008 року в Копенгагені, Данія. Створення підводного човна зайняло близько трьох років і коштувало приблизно 200 000 доларів США (1,5 млн данських крон).

#### Copenhagen Suborbitals
1 травня 2008 року Мадсен заснував компанію Copenhagen Suborbitals. У червні 2014 року він залишив проєкт. Мадсен відповідав за запуск системи, стартовий майданчик та підсилювач ракетних двигунів.

#### Rocket Madsen Space Lab
У червні 2014 року Мадсен створив космічну лабораторію Rocket Madsen Space Lab [en]. Метою проєкту стала розробка та будівництво пілотованих космічних кораблів. З 2016 року ведеться розробка космічної ракети-носія Nano з використанням венчурних інвестицій.

### Вбивство шведської журналістки
12 серпня 2017 року Мадсен був заарештований за підозрою у вбивстві шведської журналістки Кім Валль, яку востаннє бачили живою на борту підводного човна UC3 Nautilus, який потонув 11 серпня. Згодом було знайдено тіло журналістки. Мадсен кілька разів змінював свої свідчення: спочатку він стверджував, що висадив Валль і продовжив подорож наодинці, а після знаходження частини тіла заявив, що журналістка загинула на борту човна внаслідок нещасного випадку, а він лише викинув тіло за борт.
Судовий процес у справі Мадсена розпочався 8 березня 2018 року. 25 квітня того ж року засуджено до довічного ув'язнення. У грудні 2018 року підводний човен Nautilus був знищений за рішенням суду..

### Тюремне ув'язнення
У січні 2020 року, перебуваючи у в'язниці, Мадсен одружився з російською політичною активісткою Дженні Курпен (нар. 1981), матір'ю двох дітей, яка отримала політичний притулок у Фінляндії.
20 жовтня 2020 року Мадсен, який утримувався у в'язниці Херстедвестер на околиці Копенгагена, захопив у заручники жінку-психолога. Охорона випустила його з в'язниці, щоб не наражати на небезпеку життя заручниці. Мадсен намагався виїхати на білому мінівені, але неподалік в'язниці його оточила поліція. Мадсен був затриманий, заручницю було звільнено.